# Florian Schönbeck
Florian Schönbeck (* 13. Januar 1974 in München) ist ein ehemaliger deutscher Zehnkämpfer.
Er wurde 1996 Deutscher Juniorenmeister. Im Erwachsenenbereich war er erstmals 1998 auf dem Siegerpodium, als er den dritten Platz erreichte. Im selben Jahr kam er beim Europacup in Tallinn auf den vierzehnten Rang. Im Jahr 2000 gewann Schönbeck in Wesel mit der persönlichen Bestleistung von 8127 Punkten die Deutsche Meisterschaft.
2002 gewann er mit Stefan Schmid und Mike Maczey den Europacup in Bydgoszcz und belegte in der Einzelwertung den vierten Platz. Außerdem wurde er in diesem Jahr zum zweiten Mal Deutscher Meister und 2003 Vizemeister. Im Jahr darauf erreichte er beim Mehrkampf-Meeting Ratingen mit 8044 Punkten den zweiten Platz und qualifizierte sich für die Olympischen Spiele in Athen, wo er mit 8077 Punkten den zwölften Platz belegte. 2005 beendete Schönbeck, der für die LG Domspitzmilch Regensburg startete, seine Karriere.